# Подільські князі
Подільські князі — правителі Подільського князівства, які правили ним з 1362 року після перемоги в битві на Синіх Водах татарських ватажків, під контролем котрих до того перебувало Поділля.

## Подільське князівство

Герб Подільського князівства

| 1363-1374 | Юрій Коріатович (син Романа I, князь (господар) молдавський 1399-1400)                          |
| 1363-1380 | Олександр Коріятович (син Коріята-Михайла Гедиміновича, з 1366 князь володимирський)            |
| 1363-1389 | Костянтин Коріятович (брат)                                                                     |
| 1389-1393 | Федір Коріятович (брат, з 1394 князь мукачівський)                                              |
| 1395-1399 | Спитко II Мельштинський (син Яна Мельштинського)                                                |
| 1399-1401 | Свидригайло (син Ольгерда, Великий князь Литовський 1430-1432, Великий князь Руський 1432-1440) |